# Hôn nhân cùng giới ở Bỉ
Vào ngày 1 tháng 6 năm 2003, Bỉ trở thành quốc gia thứ hai trên thế giới hợp pháp hoá hôn nhân cùng giới, sau Hà Lan. "Hợp tác theo luật định", mở ra cho bất kỳ hai người đồng ý hợp pháp nào có thể chấp nhận hợp pháp, cũng có thể được thực hiện từ ngày 1 tháng 1 năm 2000.